# Klimaatconferentie van Sharm-el-Sheikh 2022
De Klimaatconferentie van Sharm-el-Sheikh 2022 (COP27) was een conferentie van de Verenigde Naties over klimaatverandering, die officieel plaats zou vinden van 6 tot en met 18 november 2022 in de badplaats Sharm-el-Sheikh, Egypte. De conferentie liep anderhalve dag uit.
Het was de 27ste Conference of the Parties (COP27) in het kader van het Klimaatverdrag (UNFCCC). De conferentie volgde op de Klimaatconferentie van Glasgow 2021 – COP26. De 27ste conferentie was aanvankelijk gepland voor 2021. Vanwege de coronapandemie die een jaar eerder was uitgebroken werd COP26 echter pas aan het eind van 2021 gehouden, waarna COP27 mee opschoof.
Klimaatconferenties worden door regeringen gebruikt om overeenstemming te bereiken over beleid om de wereldwijde temperatuurstijgingen te beperken en zich aan te passen aan de gevolgen van klimaatverandering.

## Voorbereidingen en aanloop
Op 8 januari 2022 had de minister van Milieu van Egypte, Yasmine Fouad, een ontmoeting met COP26-voorzitter Alok Sharma om de voorbereidingen voor de conferentie te bespreken. De Egyptische organisatoren adviseerden landen om de spanningen over de Russische invasie van Oekraïne in 2022 opzij te zetten om ervoor te zorgen dat de onderhandelingen succesvol zijn. In september 2022 waarschuwde Egypte het Verenigd Koninkrijk om niet terug te komen op de klimaatdoelstellingen die het VK zich eerder gesteld had. Aanleiding was de aankondiging dat de nieuwe Britse monarch Charles III de conferentie op advies van premier Liz Truss niet zou bijwonen.

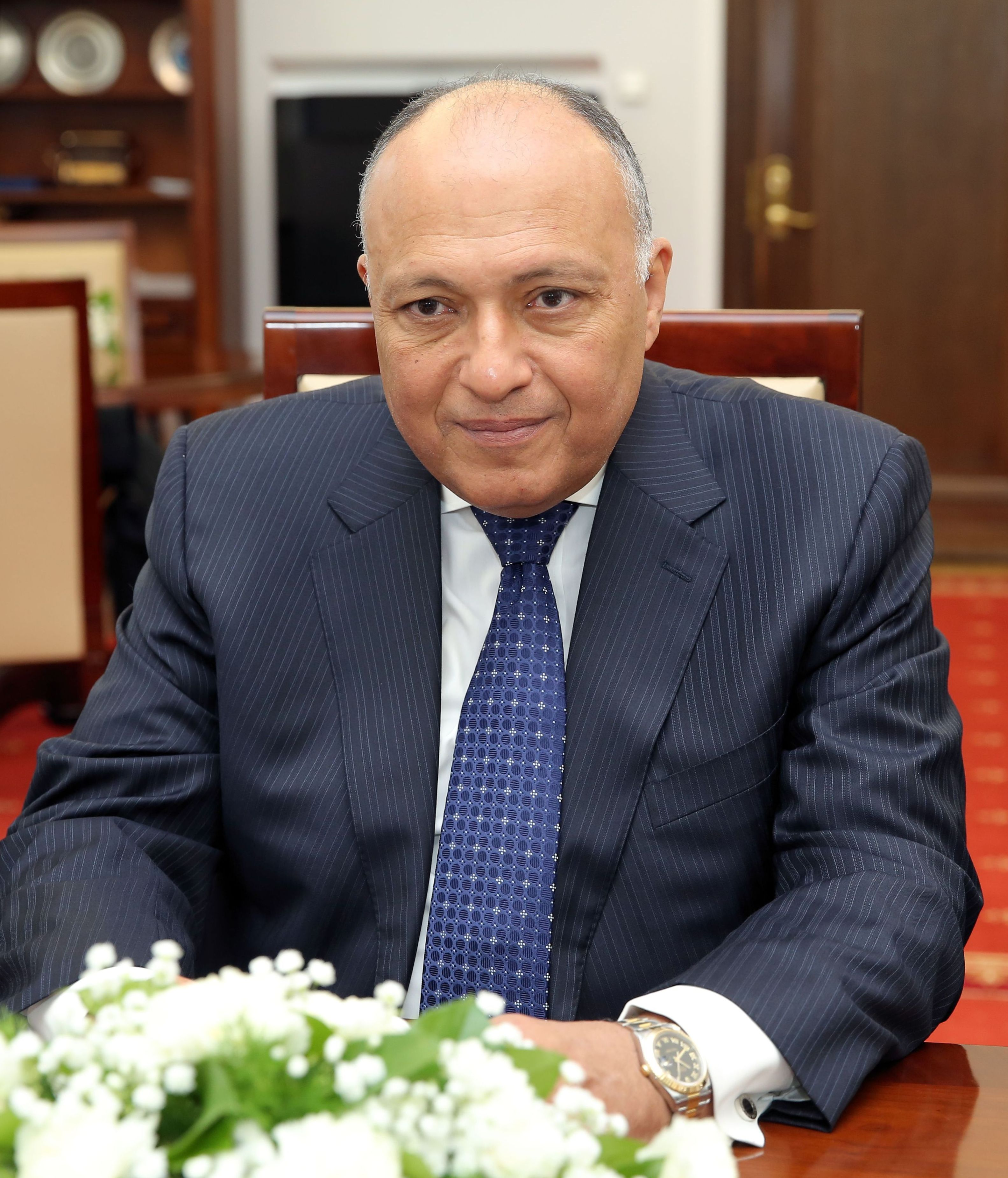
De Egyptische minister van Buitenlandse Zaken Sameh Shoukry, voorzitter van COP27.

Mogelijke maatregelen op het gebied van klimaatverandering werden besproken tijdens de Algemene Vergadering van de Verenigde Naties in 2022. Regeringen van verschillende eilandstaten lanceerden het Rising Nations-initiatief, terwijl Denemarken en Schotland klimaatfinancieringsmaatregelen voor ontwikkelingslanden aankondigden Op 14 oktober 2022 riep de Schotse regering op tot klimaatherstel bij COP27, als een "morele verantwoordelijkheid". Tijdens een pre-COP-bijeenkomst in oktober 2022 benadrukte VN-secretaris-generaal António Guterres het belang van de conferentie gezien de gevolgen van de klimaatverandering die reeds overal ter wereld werden waargenomen. Actuele voorbeelden van dat moment waren de overstromingen in Pakistan, de hittegolven in Europa en de orkaan Ian.
De conferentie zou de eerste COP zijn die in Afrika plaatsvond sinds 2016, toen COP22 in Marrakesh werd gehouden. Er werden ongeveer 90 staatshoofden en vertegenwoordigers uit meer dan 190 landen verwacht. De Egyptische minister van Buitenlandse Zaken Sameh Shoukry nam bij aanvang van de conferentie het voorzitterschap van Sharma over.
De Verenigde Staten besloten om de klimaatbesprekingen op COP27 te steunen en te zullen proberen de landen te helpen die het meest worden getroffen door klimaatverandering.
Een week voor de top bracht UNEP (het VN-Milieuprogramma) een rapport uit waarin werd uiteengezet dat er "geen geloofwaardige weg" was om de wereldwijde temperatuurstijging tot 1,5 °C te beperken. De inspanningen om de temperatuurstijging te verminderen sinds COP26 werden in het rapport "belachelijk ontoereikend" genoemd.
Milieu- en mensenrechtenactivisten vreesden dat de mogelijkheden om tijdens de top te protesteren beperkt zouden worden door het autoritaire regime van het gastland.
Een groep van grotendeels ontwikkelingslanden die zes zevende van de wereldbevolking vertegenwoordigden, had bij de vorige COP26 in Glasgow de rijkere landen opgeroepen om zich te verbinden tot "klimaatschadeloosstellingen". Deze oproep stuitte echter op verzet van grote economieën zoals de VS en de EU, waarna hij uiteindelijk werd verworpen. De kans leek groot dat de eis tijdens COP27 zou worden herhaald.

## Deelnemers

### Aanwezigen

Ingang van de conferentiehal van COP27 in Sharm-el-Sheikh.

Er werden ongeveer 90 staatshoofden en vertegenwoordigers uit meer dan 190 landen verwacht. De Amerikaanse president Joe Biden en klimaatgezant John Kerry werden beiden verwacht, evenals de Franse president Emmanuel Macron, de Duitse bondskanselier Olaf Scholz, de Eurocommissaris Ursula von der Leyen, vicevoorzitter van de Europese Commissie Frans Timmermans, de Indiase premier Narendra Modi en de Italiaanse premier Giorgia Meloni.

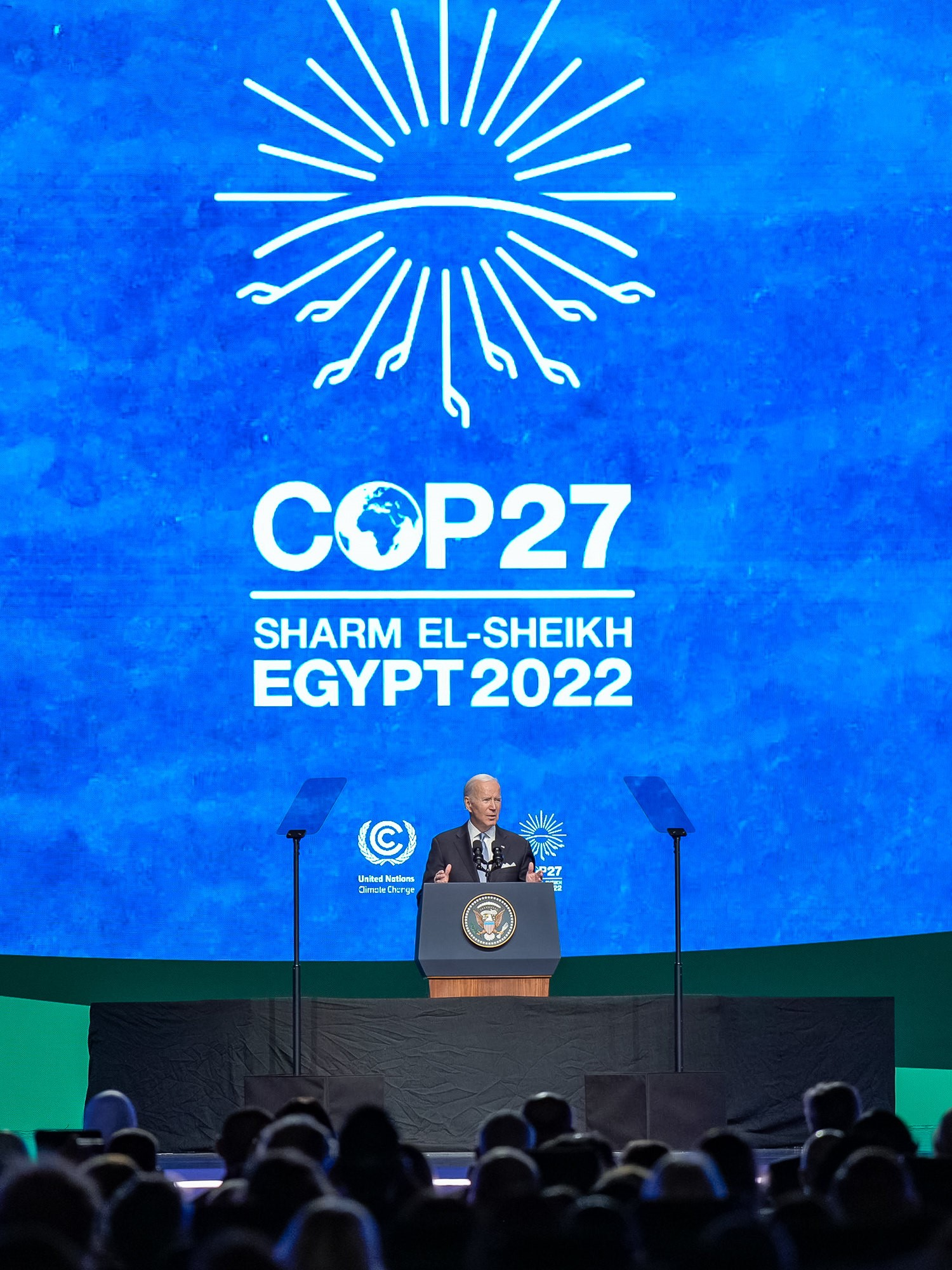
De Amerikaanse president Biden in een speech tijdens COP27.

De Britse premier Rishi Sunak zei in eerste instantie dat hij COP27 niet zou bijwonen. Op 2 november kwam hij echter op dat besluit terug. De voormalige Britse premier Boris Johnson en de Schotse eerste minister Nicola Sturgeon waren ook beiden aanwezig.
Direct na het winnen van de Braziliaanse presidentsverkiezingen van 2022 bevestigde Lula da Silva van Brazilië dat hij de top zou bijwonen als aankomend president van Brazilië.

### Afwezigen
Na het aftreden van Truss bleef het verzoek van Charles III om niet aanwezig te zijn van kracht. In plaats daarvan organiseerde hij twee dagen voor COP27 een receptie om klimaatverandering te bespreken op Buckingham Palace. De Australische premier Anthony Albanese, de Braziliaanse president Jair Bolsonaro, de Chinese president Xi Jinping waren geen van allen aanwezig op de COP27. Het leek ook onwaarschijnlijk dat de Russische president Vladimir Poetin aanwezig zou zijn.
Klimaatactiviste Greta Thunberg gaf van tevoren aan niet naar COP27 te zullen gaan, omdat het volgens haar "enkel een forum voor greenwashing, leugens en bedrog" was. Ook Vlaams minister van Energie Zuhal Demir gaf in oktober aan niet aanwezig te zijn op de COP27 wegens de mensenrechtenschendingen en het monddood maken van klimaatwetenschappers in het land.

## Tijdens de klimaattop

### Programma
Op 7 en 8 november begon de conferentie met een World Leader's Summit, gevolgd door discussies over onderwerpen als klimaatfinanciering, decarbonisatie, aanpassing aan de klimaatverandering en landbouw tijdens de eerste week. De tweede week zou gaan over gender, water en biodiversiteit.

### Openingsdagen
Tijdens de openingssessie werd bekendgemaakt dat de schade als gevolg van klimaatverandering voor het eerst in de geschiedenis van de COP een officieel bespreekpunt zou zijn. Tijdens eerdere klimaatconferenties was wel gesproken over ‘verlies en schade’, maar toen was het geen formeel onderhandelingsthema. Dat zou deze keer wel het geval zijn. Vooral ontwikkelingslanden die compensatie wilden van rijke landen, hadden hier jaren voor gepleit. Uiteindelijk werd afgesproken dat “financieringsregelingen” voor verlies en schade op de agenda zouden staan. De invulling van zulke regelingen is echter tot op heden onduidelijk.
India maakte bekend tijdens de opening van de top duidelijkheid te zullen zoeken over de definitie van klimaatfinanciering en dat het land zou proberen om ontwikkelde landen te stimuleren om het aanbod van technologie en financiering die nodig is om klimaatverandering en de daaruit voortvloeiende rampen aan te pakken, te vergroten.

### Onderhandelingen
De Verenigde Staten stelden tijdens de top een systeem van stikstofkredieten voor om de energietransitie in lage-inkomenslanden te vereenvoudigen. De Pakistaanse minister van klimaat, Sherry Rehman, stelde namens Pakistan dat landen met een hoog inkomen de schade als gevolg van klimaatverandering zouden vergoeden, en stelde dat overstromingen in Pakistan het land 30 miljard dollar hebben gekost die "Pakistan zich niet kan veroorloven". Sommige landen hebben tijdens de top nieuwe financiering aangekondigd om verlies en schade te ondersteunen, waaronder Nieuw-Zeeland ($ 20 miljoen) en Oostenrijk (€50 miljoen euro). Duitsland en Denemarken zegden ruim 170 miljoen euro toe voor het 'Global Shield', een nieuw fonds dat landen met een lager inkomen zou helpen klimaatrampen het hoofd te bieden. De onderhandelingen over verlies en schade zouden naar verwachting worden voortgezet.
Er werd een nieuwe site geopend, Clmate Trace, die laat zien waar precies de uitstoot van broeikasgassen vandaan komt. Deze kaart is toegankelijk gemaakt voor het publiek. Het doel is om het publiek van correcte informatie te voorzien, aangezien zelfgerapporteerde informatie vaak onbetrouwbaar was, vooral over methaan. De gegevens zijn gebaseerd op metingen van satellieten en sensoren op het land en op schepen en vliegtuigen.

### Afsluiting en resultaten
Hoewel de conferentie volgens de aanvankelijke planning stond gepland tot en met vrijdag 18 november, werd er ook de hele dag daarna nog onderhandeld. Op zondagochtend kwamen de vertegenwoordigers van de 200 deelnemende landen alsnog tot een akkoord. De onderhandelingen waren onder meer uitgelopen doordat de deelnemers het niet eens konden worden welke landen precies voor het wereldwijde schadefonds in aanmerking moesten komen. De Verenigde Staten en de Europese Unie stelden daarnaast als strikte voorwaarde dat China, dat door de EU tegenwoordig niet wordt gezien als ontwikkelingsland, verplicht bij zou dragen aan het fonds. Ook bleef de doelstelling om de opwarming te beperken tot 1,5 °C weliswaar gehandhaafd, maar het was de onderhandelaars niet gelukt om hiervoor tot nieuwe concrete afspraken te komen.
Europese vertegenwoordigers toonden zich teleurgesteld over het akkoord, al sprak eurocommissaris Frans Timmermans over een "kleine stap voorwaarts".

## Protesten
Tijdens de klimaatconferentie werd er een ruimte op een afgelegen plaats voorzien voor protesten die vooraf door de Egyptische regering werden goedgekeurd.

## Ontvangst
Voorafgaand aan de top sprak de mensenrechtenorganisatie Human Rights Watch haar bezorgdheid uit over de staat van vrijheid van meningsuiting in Egypte, samen met de bredere mensenrechtensituatie. Human Rights Watch vroeg zich af in hoeverre het mogelijk zou zijn om te protesteren. Kwesties die door critici naar voren werden gebracht, waren onder meer het autoritaire politieke systeem, massale opsluiting en beteugeling van het maatschappelijk middenveld en afwijkende meningen sinds 2013, onder leiding van Abdel Fattah el-Sisi. De gevangengenomen Egyptische activist Alaa Abd El-Fattah bekritiseerde de COP27 die in Egypte plaatsvond, en verklaarde dat "van alle landen die ze organiseerden, ze het land kozen dat het protest verbiedt en iedereen naar de gevangenis stuurt, wat laat zien hoe de wereld met deze kwestie omgaat."
Op 15 juli 2022 schreven een adviseur van het Witte Huis, Jerome Foster II, en een Britse activist voor klimaatrechtvaardigheid, Elijah Mckenzie-Jackson, een brief aan de UNFCCC waarin ze de keuze voor Egypte als gastland van de COP27 veroordeelden. De brief aan Patricia Espinosa, uitvoerend secretaris van UNFCCC, verzocht haar de conferentie te verplaatsen naar een ander, veiliger Afrikaans land vanwege zorgen over LGBT-rechten, vrouwenrechten en onderdrukking van burgerrechten. Verschillende mensenrechtenorganisaties, waaronder Amnesty International, zagen COP27 als een kans voor Egypte om de beperkingen van de openbare ruimte op te heffen, en pleitten ervoor om zijn politieke gevangenen vrij te laten en een veilige omgeving te creëren voor advocaten nadat COP27 is afgelopen.
Op de conferentie kwam daarnaast kritiek in verband met greenwashing vanwege de sponsoring door Coca-Cola, de grootste plasticvervuiler ter wereld. Begin november werden in aanloop van de conferentie al tientallen klimaatactivisten gearresteerd in Egypte.